# سم داگلاس
سم داگلاس (انگلیسی: Sam Douglas؛ زادهٔ ۱۷ ژوئن ۱۹۵۷) هنرپیشه اهل بریتانیا است.
از فیلم‌ها یا برنامه‌های تلویزیونی که وی در آن نقش داشته است می‌توان به کشتار با اره‌برقی در تگزاس، عنصر پنجم،  قصه یک آدمکش، مأمور کدی بنکس ۲: مقصد لندن، قاپ‌زنی، خرابکاری، و کلمبیانا، لبه تیغ، پروتکل چهارم، بتمن، هکرها،  غیرممکن، چشمان کاملاً بسته، اکتان، والرین و شهر هزار سیاره، پادشاه تپه و همچنین بازی کامپیوتری هوی رین اشاره کرد.